# احتكاك منقسم
الاحتكاك المنقسم (أو μ (mu) - انقسام) هو وضع للطريق يحدث عندما يختلف الاحتكاك بشكل كبير بين ممر العجلات الأيمن والأيسر.
قد لا يُنظر إلى الطريق بعد ذلك على أنه خطر عند التسارع أو الانطلاق أو حتى الكبح بلطف. ولكن في حالة الكبح الشديد (الطارئ)، ستبدأ السيارة بالدوران فوق مسار العجلات مما يوفر أعلى قبضة. قد يتسبب الاحتكاك المنقسم في حدوث تشكل سكين الجيب القابل للطي [الإنجليزية] للشاحنات المفصلية، بينما قد تتعرض الشاحنات ذات المقطورات المنفصلة لظاهرة تأرجح المقطورة. قد يكون سبب الاحتكاك المنقسم هو الإصلاح غير المناسب لبقعة الطريق الذي ينتج عنه تباين كبير في الملمس واللون (الجليد الرقيق على البقع السوداء المرصوفة حديثًا يذوب أسرع من الجليد على الأسفلت الرمادي القديم) عبر المقطع العرضي للطريق.
إلى حد ما، يمكن قياس خطر احتكاك المنقسم باستخدام مخطط جانبي للطريق، ومسح نسيج الرصيف في كل من مسارات العجلات اليمنى واليسرى.
يتطلب التحليل الكامل لمسألة الاحتكاك المنقسم جهاز احتكاك يقيس مسار العجلة اليمنى واليسرى في نفس الوقت. يمكن استخدام جهاز الانزلاق ViaFriction لهذا الغرض.